# Roberto Pirrello
Roberto Pirrello, né le 30 mai 1996 à Alcamo en Italie, est un footballeur italien qui évolue au poste de défenseur central au Pordenone Calcio.

## Biographie

### Carrière en club
Formé au Palermo, Pirrello connait un premier prêt au Livorno jouant notamment en Coupe d'Italie, mais c'est à Syracuse que Pirello fait sa première vraie saison professionnelle, débutant avec le club le 11 septembre 2016 lors d'un match contre Taranto en Lega Pro.
De retour à Livourne il participe au titre de Serie C en 2018.
Après avoir joué la saison de Serie B 2018-19 avec Palerme, il signe avec le club de Serie B d'Empoli le 18 juillet 2019, au terme de son contrat avec le club sicilien. Le 29 janvier 2020, il est prêté à Trapani, qui évolue également en deuxième division,.

### Carrière en sélection
Avec la sélection italienne des moins de 17 ans, il participe à la Coupe du monde 2013 qui se déroule aux Émirats arabes unis, sans toutefois sortir du banc, alors que les Italiens se font éliminer en huitième de finale par le Mexique,,.

## Palmarès
AS Livorno
- Serie C
  - Champion en 2018